# Korolivka, Colomeea
Korolivka (în ucraineană Королівка) este o comună în raionul Colomeea, regiunea Ivano-Frankivsk, Ucraina, formată numai din satul de reședință.

## Demografie
Componența lingvistică a comunei Korolivka
     Ucraineană (98,64%)
     Rusă (1,17%)
     Alte limbi (0,1%)
Conform recensământului din 2001, majoritatea populației comunei Korolivka era vorbitoare de ucraineană (98,64%), existând în minoritate și vorbitori de rusă (1,17%).